# Båstad
Båstad ( PRONÚNCIA SUECA) é uma pequena cidade da província histórica da Escânia, no sul da Suécia.                                                                                 
Está situada junto à Baía de Laholm, onde existem diversas praias, docas de recreio e um parque de campismo.

Tem cerca de 5 704 habitantes (2021), e é a sede do município de Båstad, pertencente ao condado de Escânia.

Båstad recebe numerosos visitantes anualmente, e é conhecida pelo seu estádio de ténis (Båstad Tennisstadion), onde é disputado no verão o Torneio de tênis de Båstad (Swedish Open).

## Etimologia e uso
O nome geográfico Båstad deriva do dinamarquês antigo batstath, significando ”lugar de barcos”.
A povoacão está mencionada como Botzstxdx, em 1450.

Em textos em português, é usada tanto a forma original Båstad como a forma transliterada Bastad, por adaptação tipográfica. 

## História
A cidade de Båstad foi fundada em 1461 pelo rei Cristiano I, quando a região da Terra da Escânia ainda pertencia à Dinamarca.

Em 1658, passou a fazer parte da Suécia pelo Tratado de Roskilde que selou a perda da Escânia e da Halland pela Dinamarca.

## Comunicações
As estradas europeias E6  (Trelleborg – Strömstad) e E20  (Malmö – Gotemburgo – Estocolmo) passam na proximidade de Båstad.
A cidade dispõe ainda de uma estação ferroviária na Linha da Costa Oeste (Gotemburgo – Lund).                                                                                                        

## Turismo
Båstad é conhecida como a metrópole do ténis sueco, e no verão como ”a Saint Tropez da Suécia”, devido à sua intensiva vida noturna.

- Pepe's Bodega - restaurante
- Solbackens Wåffelbrk - restaurante
- Hjorten Pensionat - pensão
- Tennismuseum - Museu do Ténis
- Marta Måås-Fjetterström - loja
- Svens Cykelaffär - aluguer de bicicletas
- Kiteskolan Båstad - equitação com cavalos islandeses

## Património
- Estádio de Ténis de Båstad - Båstad Tennisstadion - Local onde é disputado o torneio internacional ATP de Båstad. Com capacidade para 6 000 espetadores, é o maior campo de ténis dos países nórdicos. [10]
- Igreja de Maria - Mariakyrkan - Igreja medieval do séc. XV [11]
- Jardins de Norrviken - Norrvikens trädgårdar – com diferentes estilos históricos de jardins [12]

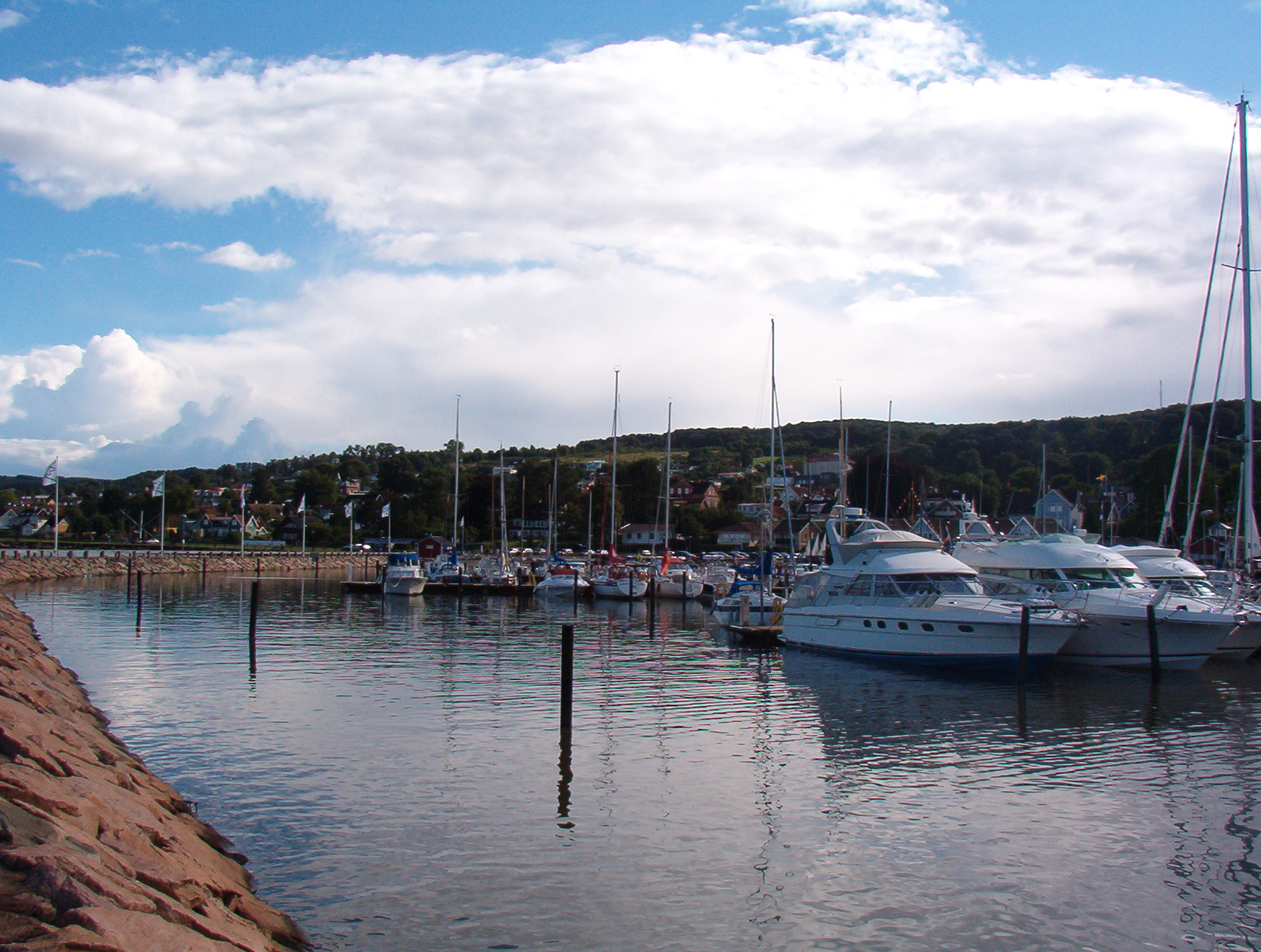
Doca de recreio
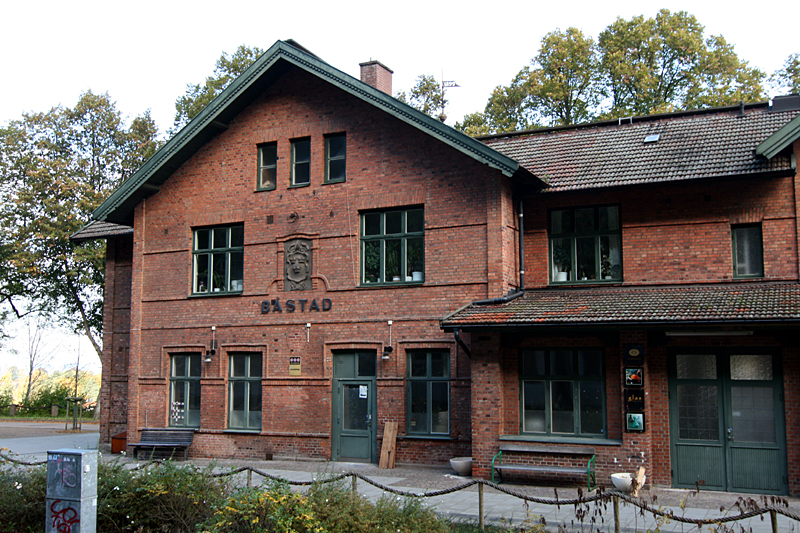
Estacão ferroviária
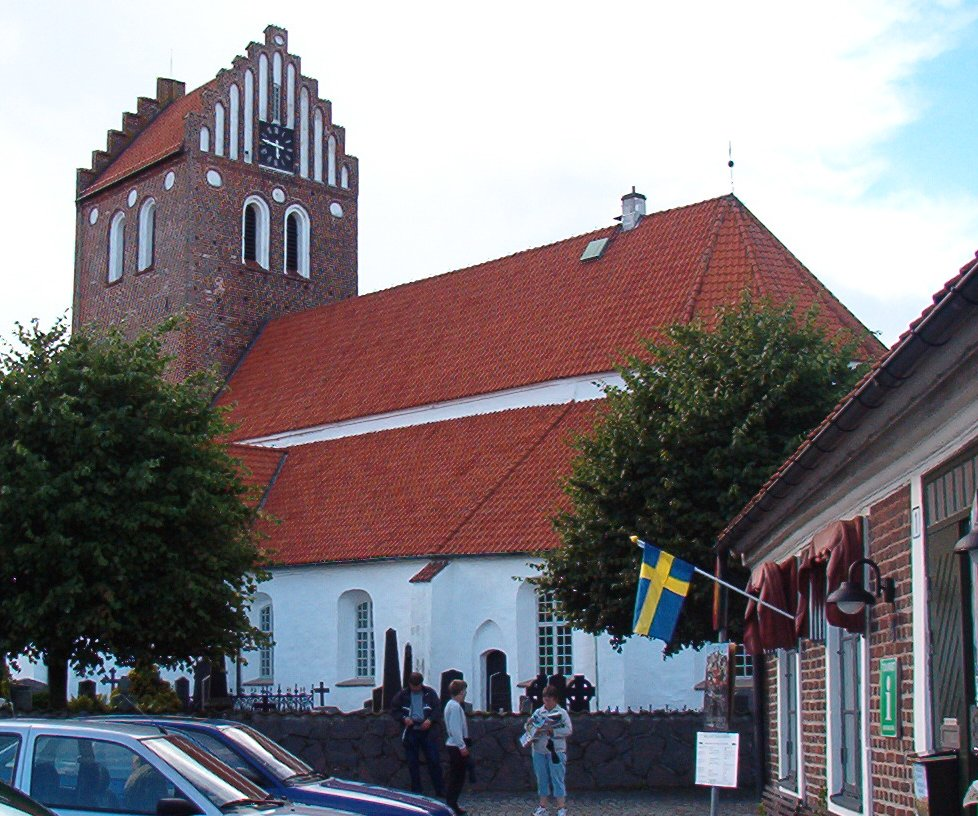
Igreja de Maria
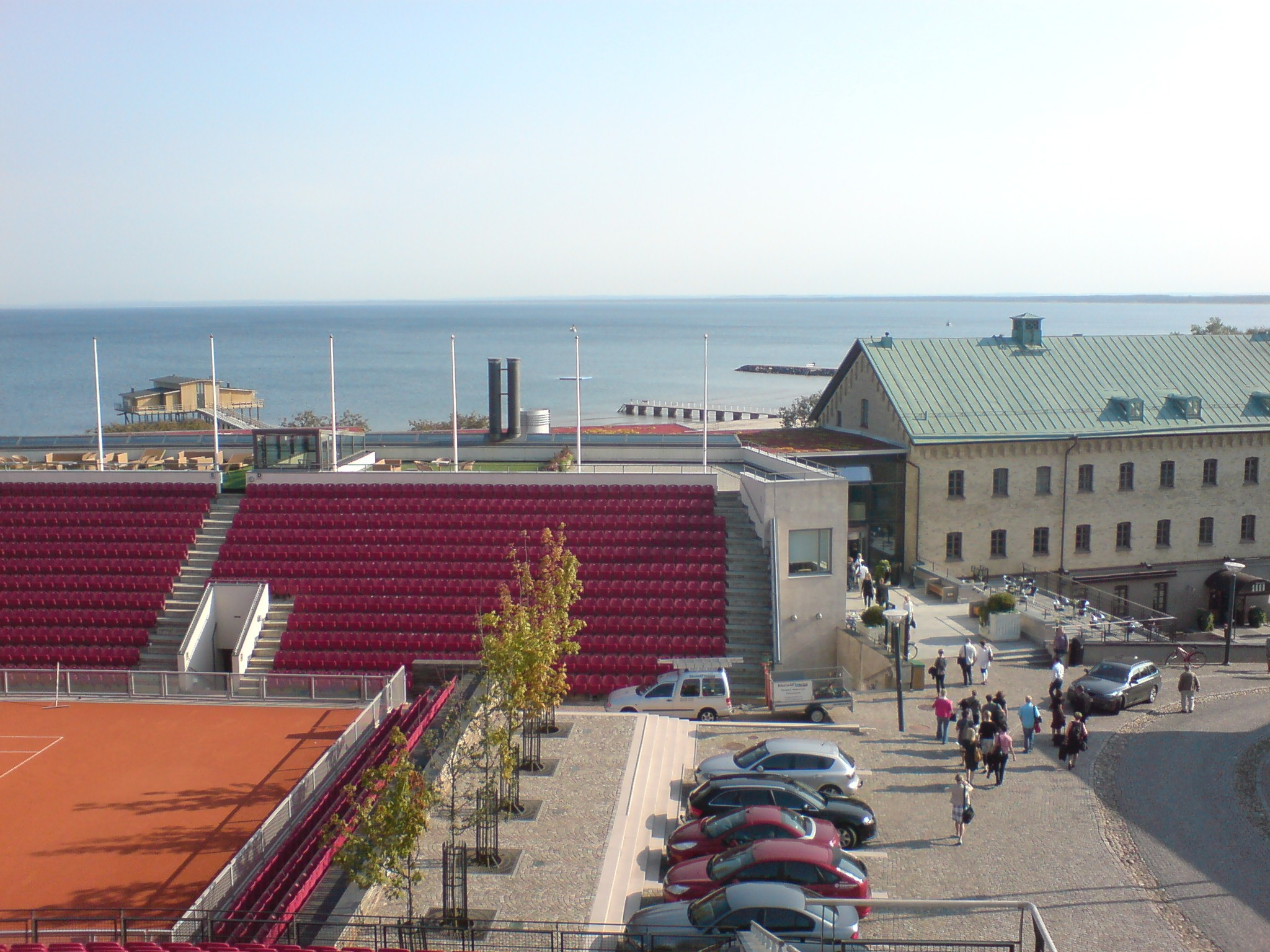
Estádio de ténis